# Giro dell'Emilia 1922
Il Giro dell'Emilia 1922, dodicesima edizione della corsa, si svolse il 6 agosto 1922 su un percorso di 295 km. La vittoria fu appannaggio dell'italiano Costante Girardengo, che completò il percorso in 10h41'00", precedendo i connazionali Alfredo Sivocci e Ugo Agostoni.
I corridori che tagliarono il traguardo di Bologna furono 20.

## Ordine d'arrivo (Top 10)
| Pos. | Corridore            | Squadra         | Tempo     |
| ---- | -------------------- | --------------- | --------- |
| 1    | Costante Girardengo  | Bianchi-Salga   | 10h41'00" |
| 2    | Alfredo Sivocci      | Legnano-Pirelli | a 1'40"   |
| 3    | Ugo Agostoni         | Legnano-Pirelli | s.t.      |
| 4    | Bartolomeo Aymo      | Legnano-Pirelli | s.t.      |
| 5    | Giuseppe Enrici      | Legnano-Pirelli | s.t.      |
| 6    | Pasquale Di Pietro   | -               | a 8'15"   |
| 7    | Gino Balestieri      | -               | a 9'50"   |
| 8    | Luigi Molon          | -               | a 13'52"  |
| 9    | Emilio Petiva        | Maino           | s.t.      |
| 10   | Giovanni Trentarossi | Bianchi-Salga   | s.t.      |